# Свечная
Све́чная (укр. Свічна) — село в Летичевском районе Хмельницкой области Украины.
Население по переписи 2001 года составляло 76 человек. Почтовый индекс — 31361. Телефонный код — 3857. Занимает площадь 0,498 км². Код КОАТУУ — 6823083303.

## Местный совет
31523, Хмельницкая обл., Летичевский р-н, с. Кудинка, ул. Набережная, 7